# Sovetske (Crimea)
|  | Per a altres significats, vegeu «Sovétskoie». |

Sovetske (en (ucraïnès): Совєтське, en rus: Советское, Sovétskoie) és un poble de la República Autònoma de Crimea, a Ucraïna, que el 2014 tenia 221 habitants. Pertany al districte rural de Djankoi. Fins al 1945 la vila es deia Naiman.